# Giuseppe Ferrara
Giuseppe Ferrara (Castelfiorentino, 15 de julio de 1932 – Roma, 25 de junio de 2016) fue un director de cine y guionista italiano.

## Biografía
Nacido en Castelfiorentino, cerca de Florencia, fundó una escuela de cine en la que se propuso analizar críticamente el neorrealismo italiano; desde entonces mostró un carácter "novedoso" en sus películas, a menudo consideradas como "subversivas".
Se graduó por la Universidad de Florencia, con una tesis sobre el "Nuevo cine italiano"; a continuación, se trasladó a Roma para asistir a un curso de dirección en el Centro Experimental de Cinematografía en 1959, pero apenas se las arregló para encontrar oportunidades interesantes, ya que además de su más transparente opiniones políticas. Continuó, a pesar de muchas dificultades y obstáculos, especialmente relacionadas con las finanzas y de la producción, de sus actividades como un documental y corto del cineasta.
Después de realizar varios documentales en la década de 1960, empezó a hacer cine de ficción a mediados de la década de 1970. Su película más famosa fue El caso Moro (1986), que fue galardonado con el Oso de Plata al Mejor Actor para Gian Maria Volonté en el 37.º Festival de Cine de Berlín. Su película de 1995 Secreto de Estado, se inscribió en el 19 Festival de Cine de Moscú.
Enseñó "Ciencia y Tecnología de producción Artística" en la Universidad de Perugia. Ferrara murió de un paro cardíaco el 25 de junio de 2016, unos días antes de su 84 cumpleaños.

## Filmografía
- Faccia di spia (1975)
- Cento giorni a Palermo (1984)
- El caso Moro (1986)
- Giovanni Falcone (1993)
- State Secret (1995)
- The Bankers of God: The Calvi Affair (2002)